# Eskişehir Demirspor
L'Eskişehir Demirspor è una società calcistica con sede ad Eskişehir, in Turchia, che nella stagione 2013-2014 milita nella Bölgesel Amatör Lig, la quinta serie del campionato turco. Fondato nel 1930, il club gioca le partite in casa allo Necdet Yıldırım Stadyumu. I colori sociali sono il rosso e il bianco.

## Statistiche
- TFF 1. Lig: 1973-1983
- TFF 2. Lig: ?
- TFF 3. Lig: ?
- Bölgesel Amatör Lig: 2010

## Palmarès
- Türkiye Futbol Şampiyonası: 1

1940
- Eskişehir Futbol Ligi: 22

1933-34, 1934-35, 1936-37, 1937-38, 1938-39, 1939-40, 1940-41, 1941-42, 1942-43, 1943-44, 1944-45, 1945-46, 1946-47, 1947-48, 1948-49, 1951-52, 1952-53, 1953-54, 1954-55, 1955-56, 1956-57, 1957-58
- TFF 3. Lig: 1

1972-1973